# الهيجة (العدين)

تعديل مصدري - تعديل

الهيجة محلة تابعة لقرية الحصابين، التابعة لعزلة عردن بمديرية العدين إحدى مديريات محافظة إب في الجمهورية اليمنية، بلغ تعداد سكانها 81 حسب تعداد اليمن لعام 2004.